# Dalifol
De Dalifol is een historische motorfiets, waarvan lang werd gedacht dat hij van Franse origine was.
De Dalifol was constructie uit 1889 waarbij een fietsframe was voorzien van een stoommachine. De overeenkomst met de latere Hildebrand & Wolfmüller was opmerkelijk. Zo werd bij beide machines het achterspatbord als opslagplaats gebruikt, bij Dalifol voor brandstof en bij de H&W voor koelwater. Bij beide machines dreven de drijfstangen het achterwiel rechtstreeks aan.
De machine werd in 1896 door M. Lormont bestuurd in de Emancipation run van Londen naar Brighton, maar Lormont liet de machine na deze rit achter in het depot van de Southern Railway in Newhaven. Daar bleef de machine 44 jaar staan en in 1940 werd ze geschonken aan het Science Museum in Londen, dat ze als "The Brighton Steamer" exposeerde. In 1956 werd de machine herkend door Heinrich L. Hildebrand, de zoon van Heinrich Hildebrand. Volgens Hildebrand was dit het prototype van de Hildebrand, dat nooit in productie ging omdat Heinrich en Wilhelm Hildebrand en Alois Wolfmüller uiteindelijk besloten een benzinemotor te gebruiken. Dat verklaarde ook de grote gelijkenis tussen de machines.
In Frankrijk werd echter tussen 1895 en 1900 wel degelijk een vergelijkbare machine gebouwd door M. Dalifol & Cie. Die machine was mogelijk wel rechtstreeks afgeleid van de H&M, want M. Lormont had voor de gebroeders Hildebrand gewerkt.